# Giải thưởng VinFuture

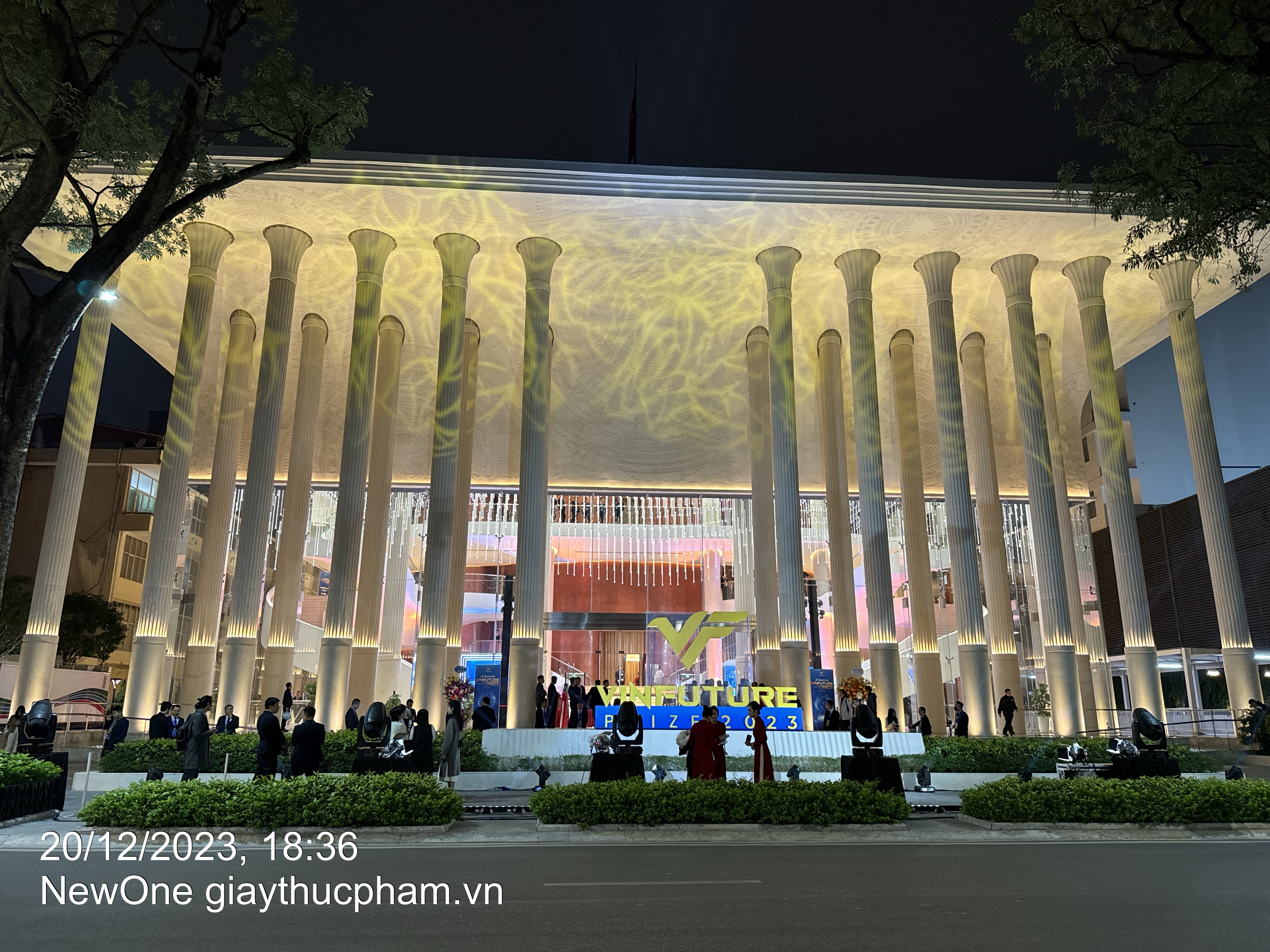
Lễ trao giải tháng 12 năm 2023 tại Nhà hát Hồ Gươm

VinFuture là giải thưởng khoa học và công nghệ toàn cầu, thành lập ngày 20 tháng 12 năm 2020 với sứ mệnh "tạo ra những thay đổi tích cực trong cuộc sống hàng ngày của hàng triệu người bằng việc thúc đẩy nghiên cứu khoa học và đổi mới công nghệ". Giải thưởng do Quỹ VinFuture quản lý, chính thức tiếp cận đề cử và trao giải lần đầu tiên vào năm 2021.

## Nội dung giải thưởng
VinFuture bao gồm một giải chính và ba giải đặc biệt:
- Giải thưởng chính (VinFuture Grand Prize) trị giá 73 tỷ đồng, tương đương 3 triệu đô la Mỹ, là một trong những giải thưởng khoa học - công nghệ quy mô toàn cầu có giá trị lớn nhất cho đến cuối 2020.[4] Giải thưởng chính sẽ được trao cho tác giả của các nghiên cứu đột phá, các sáng chế công nghệ đã được chứng minh có khả năng làm cho cuộc sống của con người trở nên tốt đẹp hơn và cải thiện môi trường sống bền vững cho những thế hệ tương lai
- 3 giải đặc biệt, mỗi giải trị giá 12 tỷ đồng được trao hàng, tương đương 500.000 đô la Mỹ
  - Giải đặc biệt VinFuture dành cho nhà khoa học đến từ các nước đang phát triển.[5]
  - Giải đặc biệt VinFuture dành cho nhà khoa học nữ. [5]
  - Giải Đặc biệt VinFuture dành cho Nhà khoa học nghiên cứu các lĩnh vực mới. [5]

## Hội đồng Giải thưởng
Hội đồng Giải thưởng VinFuture gồm các nhà khoa học, nhà phát minh uy tín quốc tế đến từ các tổ chức giáo dục, nghiên cứu và các tập đoàn công nghệ hàng đầu thế giới. Những thành tựu và đóng góp của họ trong ngành Khoa học – Công nghệ đã góp phần thúc đẩy sự tiến bộ của nhân loại và được ghi nhận trên phạm vi toàn cầu. Hội đồng Giải thưởng chịu trách nhiệm xác lập quy trình quản lý Giải thưởng, đưa ra các tiêu chí đánh giá và lựa chọn người đạt Giải. Thứ tự xếp theo tên
1. Giáo sư Sir Richard Henry Friend, FRS: Giáo sư Vật lý Cavendish tại Đại học Cambridge[6][7] và Đại học Quốc gia Singapore, Chủ tịch Ban cố vấn Khoa học của Quỹ Nghiên cứu Quốc gia Singapore,[8][9] và được Hoàng gia Anh phong tước Hiệp sĩ để tôn vinh "những cống hiến xuất sắc cho ngành Vật lý".
2. Giáo sư Pascale Cossart, FRS: Giáo sư Danh dự và Trưởng khoa Tế bào của Viện Pasteur,[10] là một nhà nghiên cứu tiên phong trong lĩnh vực vi sinh vật học tế bào.
3. Giáo sư Đặng Văn Chí: Chương trình Ung thư Phân tử & Tế bào, Trung tâm Ung thư Viện Wistar[11], được coi là người tiên phong trên thế giới nghiên cứu liên ngành giữa Sinh học và Ung thư [12].
4. Giáo sư Soumitra Dutta: Hiệu trưởng Trường Kinh doanh Saïd, Đại học Oxford (Vương quốc Anh).
5. Giáo sư Martin Andrew Green - Giáo sư Khoa học và Giám đốc sáng lập Trung tâm Quang điện Tiên tiến tại Đại học New South Wales, Australia.
6. Giáo sư Daniel Kammen: Giáo sư James & Katherine Lau về Phát triển bền vững tại Đại học California, Berkeley (Hoa Kỳ).
7. Giáo sư Kostya S.Novoselov: Giáo sư Tan Chin Tuan tại Đại học Quốc gia Singapore, Giáo sư nghiên cứu của Viện Hàn lâm Khoa học Hoàng gia Vương quốc Anh (The Royal Society) tại Đại học Manchester. Ông đã được trao giải Nobel Vật lý năm 2010 vì những thành tựu của mình về vật liệu graphene.
8. Giáo sư Pamela Christine Ronald: Nhà nghiên cứu chính tại Viện Hệ Gene học Đổi mới tại Đại học California, Berkeley (Hoa Kỳ). Bà được trao Giải thưởng Wolf về Nông nghiệp – được coi là "giải Nobel của ngành nông nghiệp", và Giải Đặc biệt VinFuture dành cho Nhà khoa học nữ.
9. Giáo sư Leslie Gabriel Valiant: Viện sĩ của Viện Hàn lâm Khoa học Hoàng gia Vương quốc Anh ([13]) và Viện Hàn lâm khoa học quốc gia (Mỹ). Ông hiện là Giáo sư vị trí "Thomas Jefferson Coolidge" về Khoa học máy tính và Toán học ứng dụng tại Trường Kỹ thuật và Khoa học Ứng dụng tại Đại học Harvard.
10. Giáo sư Daniela Rus: Giáo sư Andrew (1956) và Erna Viterbi về Kỹ thuật Điện và Khoa học Máy tính, đồng thời là Giám đốc Phòng thí nghiệm Khoa học Máy tính và Trí tuệ Nhân tạo (CSAIL) tại Viện công nghệ Massachusetts (Hoa Kỳ). Bà là chủ nhân của các giải thưởng như Giải thưởng Engelberger cho ngành robot, Giải thưởng Kỹ thuật IEEE RAS, Huy chương John Scott và Huy chương Edison của IEEE.

###### Thành viên danh dự
1. Tiến sĩ Padmanabhan Anandan
2. Giáo sư Jennifer Tour Chayes
3. Giáo sư Gérard Albert Mourou
4. Giáo sư Michael Eugene Porter
5. Giáo sư Vũ Hà Văn
6. Tiến sĩ Xuedong David Huang
7. Giáo sư Susan Solomon

## Hội đồng Sơ khảo
Hội đồng Sơ khảo VinFuture gồm những nhà khoa học, nhà nghiên cứu và các nhà lãnh đạo uy tín quốc tế từ các tổ chức giáo dục nghiên cứu, các tập đoàn công nghệ - công nghiệp hàng đầu trên thế giới. Hội đồng Sơ khảo chịu trách nhiệm sàng lọc trước các đề cử theo các tiêu chí đánh giá đưa ra bởi Hội đồng Giải thưởng, đồng thời tổng hợp và chuẩn bị tài liệu cho danh sách đề cử rút gọn trước khi trình Hội đồng Giải thưởng.
1. Giáo sư Nguyễn Thục Quyên: Chủ tịch Hội đồng Sơ khảo, Giáo sư Khoa Hóa và Hóa sinh Đại học California Santa Barbara, Hoa Kỳ [15][16]"Theo đánh giá của tôi, đây là các giải thưởng thực sự rất "đặc biệt". Trước nay, rất ít có giải thưởng tầm cỡ, có giá trị lớn dành cho tác giả nghiên cứu là phụ nữ hay đến từ các quốc gia đang phát triển. Bởi thế việc ghi nhận những đóng góp của nhóm nhà khoa học này thông qua giải thưởng VinFuture sẽ góp phần san bằng khoảng cách trong nghiên cứu khoa học, và mọi người dân trên thế giới đều được hưởng lợi ích từ việc này"[16][17]
2. Giáo sư Quarraisha Abdool Karim, FRS: Trung tâm nghiên cứu về AIDS (Nam Phi)
3. Giáo sư Đỗ Ngọc Minh: Đại học Illinois Urbana-Champaign (Hoa Kỳ) và Đại học VinUni (Việt Nam)
4. Giáo sư Ermias Kebreab: Đại học California, Davis (Hoa Kỳ)
5. Giáo sư Ingolf Steffan-Dewenter: Đại học Würzburg (Đức)
6. Giáo sư Fiona Watt: Tổ chức Sinh học Phân tử Châu Âu (EMBO, Đức)
7. Giáo sư Vivian Yam: Đại học Hong Kong (Trung Quốc).
8. Giáo sư Ana Belén Elgoyhen: Đại học Buenos Aires (Argentina)
9. Tiến sĩ Jayshree Seth: 3M, Minnesota (USA)
10. Tiến sĩ Filippo Giorgi: Trung tâm Vật lý Lý thuyết Quốc tế Abdus Salam (Ý)

###### Thành viên danh dự
1. Giáo sư Hans Joachim Schellnhuber
2. Giáo sư Mônica Alonso Cotta
3. Giáo sư Alta Schutte
4. Giáo sư Albert P. Pisano
5. Giáo sư Myles Allen
6. Ông Akihisa Kakimoto
7. Giáo sư Nguyễn Đức Thụ
8. Giáo sư Molly Shoichet

## Lịch sử
Giải VinFuture bắt đầu nhận đề cử cho mùa trao giải đầu tiên từ tháng 1 đến tháng 6 năm 2021.
- 20 tháng 12 năm 2020: vào đúng Ngày Quốc tế Đoàn kết Nhân loại, Tập đoàn Vingroup công bố ra mắt chính thức giải thưởng khoa học-công nghệ toàn cầu VinFuture.[19]
- 3 tháng 2 năm 2021: công bố tiêu chí và mở cổng nhận đề cử trên toàn cầu.[20]
- 29 tháng 3 năm 2021: công bố đã nhận được hơn 500 đăng ký tham gia tìm kiếm dự án gửi đề cử của nhà khoa học, tổ chức uy tín từ 36 quốc gia trong đó châu Á với 35,6%%; tiếp đến là Bắc Mỹ 32%; châu Âu 21,7%; châu Đại Dương 7,2%; Mỹ La Tinh và châu Phi 3,5%.[21][22]
- 9 tháng 6 năm 2021: Sau gần 4 tháng kêu gọi đề cử trên toàn cầu, VinFuture thông báo chốt danh sách đề cử với gần 600 dự án (từ hơn 60 quốc gia và 6 châu lục), trong đó 31,6 % Bắc Mỹ, 33, 9% châu Á, 21% châu Âu, còn lại từ châu Đại Dương, châu Mỹ la tinh và châu Phi; 34,3% là nữ.[23][24][25] Gần 100 dự án đến từ các nhà khoa học nằm trong top 2% được trích dẫn nhiều nhất. Nhiều người trong số họ đã từng nhận được các giải thưởng cao quý như Giải thưởng Nobel, Giải thưởng Breakthrough, Giải thưởng Tang Prize, Giải thưởng Japan Prize....[25][26]
- 2022: Năm thứ hai tổ chức, với chủ đề "Hồi sinh và Tái thiết" VinFuture cho thấy "sức nóng" vượt trội về số lượng và chất lượng, với gần 1.000 dự án đến từ 71 quốc gia trên 6 châu lục được đề cử (tăng gần gấp đôi so với con số 599 đề cử nhận được năm 2021). Giải thưởng tìm kiếm và vinh danh các công trình ứng dụng cao, phát minh quan trọng giúp giải quyết các thách thức của nhân loại và có tầm tác động toàn cầu giúp hàng triệu người được hưởng lợi.
- 2023: Với chủ đề "Chung sức Toàn cầu" cùng uy tín đã được khẳng định qua hai mùa giải đầu tiên, VinFuture 2023 đã thu hút số lượng hồ sơ đề cử kỷ lục, với 1.389 công trình KHCN đến từ hơn 90 quốc gia và vùng lãnh thổ - một con số hiếm giải thưởng lớn nào trên thế giới đạt được. Trong bối cảnh hiện nay có rất ít giải thưởng tầm cỡ, giá trị lớn tôn vinh và cổ vũ các nhà khoa học ở những quốc gia đang phát triển hoặc phải đối diện với nhiều rào cản trong nghiên cứu, VinFuture được đánh giá là giải thưởng có ý nghĩa nhân văn và là động lực thúc đẩy sự phát triển KHCN trên toàn cầu.
- 2024: Với thông điệp "Bứt phá kiên cường", VinFuture 2024 sẽ vinh danh các công trình nghiên cứu và phát minh mang tính đột phá và có tác động sâu rộng, giúp nhân loại kiên cường vượt qua khó khăn và chạm tới những đỉnh cao mới. Sau tiếng vang của 3 mùa giải trước, VinFuture 2024 thu hút số lượng kỷ lục, gần 1.500 dự án nghiên cứu, được đề cử bởi hơn 9.000 đối tác đến từ hơn 80 quốc gia và vùng lãnh thổ trên thế giới. Số lượng các nhà khoa học quốc tế trở thành đối tác đề cử tăng gấp gần 8 lần, số lượng đề cử tăng 2,5 lần so với mùa đầu tiên là minh chứng cho thấy tầm vóc, sự lan tỏa và uy tín quốc tế của VinFuture.

## Người đoạt giải
| Năm  | Ngày trao giải    | Tên giải                                                            | Người đoạt giải         | Quốc tịch        | Chú thích |
| ---- | ----------------- | ------------------------------------------------------------------- | ----------------------- | ---------------- | --- |
| 2021 | 20 tháng 1, 2022  | The VinFuture Grand Prize                                           | Katalin Karikó          | Hungary · Hoa Kỳ | đóng góp đáng kể vào sự phát triển của công nghệ tiêm chủng Vắc-xin mRNA. |
| 2021 | 20 tháng 1, 2022  | The VinFuture Grand Prize                                           | Drew Weissman           | Hoa Kỳ           | đóng góp đáng kể vào sự phát triển của công nghệ tiêm chủng Vắc-xin mRNA. |
| 2021 | 20 tháng 1, 2022  | The VinFuture Grand Prize                                           | Pieter Cullis           | Canada           | đóng góp đáng kể vào sự phát triển của công nghệ tiêm chủng Vắc-xin mRNA. |
| 2021 | 20 tháng 1, 2022  | Giải Đặc biệt dành cho Nhà khoa học nữ                              | Zhenan Bao              | Hoa Kỳ           | để nghiên cứu về da điện tử có thể co giãn và chữa lành như da bình thường đồng thời có thể phân hủy sinh học. |
| 2021 | 20 tháng 1, 2022  | Giải Đặc biệt dành cho Nhà khoa học đến từ các nước đang phát triển | Salim Abdool Karim      | Nam Phi          | phát triển một loại gel Tenofovir disoproxil có thể ngăn ngừa lây truyền HIV ở phụ nữ. |
| 2021 | 20 tháng 1, 2022  | Giải Đặc biệt dành cho Nhà khoa học đến từ các nước đang phát triển | Quarraisha Abdool Karim | Nam Phi          | phát triển một loại gel Tenofovir disoproxil có thể ngăn ngừa lây truyền HIV ở phụ nữ. |
| 2021 | 20 tháng 1, 2022  | Giải Đặc biệt dành cho Nhà khoa học nghiên cứu các lĩnh vực mới     | Omar M. Yaghi           | Hoa Kỳ           | để thiết kế và tổng hợp các loại hợp chất lưới mới như khung kim loại-hữu cơ (MOF), khung zeolitic imidazolate (ZIF) và khung hữu cơ cộng hóa trị (COF). |
| 2022 | 20 tháng 12, 2022 | The VinFuture Grand Prize                                           | Tim Berners-Lee         | Anh Quốc         | nghiên cứu đột phá về công nghệ mạng toàn cầu, cho phép mọi loại thông tin được truyền và chia sẻ một cách đáng tin cậy với tốc độ của ánh sáng. |
| 2022 | 20 tháng 12, 2022 | The VinFuture Grand Prize                                           | Vint Cerf               | Hoa Kỳ           | nghiên cứu đột phá về công nghệ mạng toàn cầu, cho phép mọi loại thông tin được truyền và chia sẻ một cách đáng tin cậy với tốc độ của ánh sáng. |
| 2022 | 20 tháng 12, 2022 | The VinFuture Grand Prize                                           | Emmanuel Desurvire      | Pháp             | nghiên cứu đột phá về công nghệ mạng toàn cầu, cho phép mọi loại thông tin được truyền và chia sẻ một cách đáng tin cậy với tốc độ của ánh sáng. |
| 2022 | 20 tháng 12, 2022 | The VinFuture Grand Prize                                           | Bob Kahn                | Hoa Kỳ           | nghiên cứu đột phá về công nghệ mạng toàn cầu, cho phép mọi loại thông tin được truyền và chia sẻ một cách đáng tin cậy với tốc độ của ánh sáng. |
| 2022 | 20 tháng 12, 2022 | The VinFuture Grand Prize                                           | David N. Payne          | Anh Quốc         | nghiên cứu đột phá về công nghệ mạng toàn cầu, cho phép mọi loại thông tin được truyền và chia sẻ một cách đáng tin cậy với tốc độ của ánh sáng. |
| 2022 | 20 tháng 12, 2022 | Giải Đặc biệt dành cho Nhà khoa học nữ                              | Pamela Christine Ronald | Hoa Kỳ           | phát triển các loại lúa có năng suất cao, khả năng chịu đựng trong điều kiện khắc nghiệt, đặc biệt là giống lúa có khả năng chống ngập nước. |
| 2022 | 20 tháng 12, 2022 | Giải Đặc biệt dành cho Nhà khoa học đến từ các nước đang phát triển | Thalappil Pradeep       | Ấn Độ            | phát triển hệ thống lọc nước có chi phí thấp nhất trên thế giới để loại bỏ asen và chất gây ô nhiễm môi trường từ nguồn nước ngầm, tạo ra cơ hội sử dụng nước sạch, đảm bảo an toàn cho hàng triệu người. |
| 2022 | 20 tháng 12, 2022 | Giải Đặc biệt dành cho Nhà khoa học nghiên cứu các lĩnh vực mới     | Demis Hassabis          | Anh Quốc         | phát triển AlphaFold - một hệ thống trí tuệ nhân tạo có khả năng dự đoán chính xác cấu trúc 3D của protein, giúp giải quyết một trong những thách thức quan trọng nhất trong lĩnh vực sinh học, đó là "bài toán cách gấp protein". Điều này mang lại ý nghĩa quan trọng cho cả nghiên cứu cơ bản và phát triển thuốc. |
| 2022 | 20 tháng 12, 2022 | Giải Đặc biệt dành cho Nhà khoa học nghiên cứu các lĩnh vực mới     | John Jumper             | Anh Quốc         | phát triển AlphaFold - một hệ thống trí tuệ nhân tạo có khả năng dự đoán chính xác cấu trúc 3D của protein, giúp giải quyết một trong những thách thức quan trọng nhất trong lĩnh vực sinh học, đó là "bài toán cách gấp protein". Điều này mang lại ý nghĩa quan trọng cho cả nghiên cứu cơ bản và phát triển thuốc. |
| 2023 | 20 tháng 12, 2023 | The VinFuture Grand Prize                                           | Martin Green            | Úc               | tạo ra đột phá trong việc xây dựng nền tảng bền vững cho năng lượng xanh bằng cách sản xuất từ pin mặt trời và lưu trữ bằng pin lithium-ion. |
| 2023 | 20 tháng 12, 2023 | The VinFuture Grand Prize                                           | M. Stanley Whittingham  | Hoa Kỳ           | tạo ra đột phá trong việc xây dựng nền tảng bền vững cho năng lượng xanh bằng cách sản xuất từ pin mặt trời và lưu trữ bằng pin lithium-ion. |
| 2023 | 20 tháng 12, 2023 | The VinFuture Grand Prize                                           | Rachid Yazami           | Maroc            | tạo ra đột phá trong việc xây dựng nền tảng bền vững cho năng lượng xanh bằng cách sản xuất từ pin mặt trời và lưu trữ bằng pin lithium-ion. |
| 2023 | 20 tháng 12, 2023 | The VinFuture Grand Prize                                           | Yoshino Akira           | Nhật Bản         | tạo ra đột phá trong việc xây dựng nền tảng bền vững cho năng lượng xanh bằng cách sản xuất từ pin mặt trời và lưu trữ bằng pin lithium-ion. |
| 2023 | 20 tháng 12, 2023 | Giải Đặc biệt dành cho Nhà khoa học nữ                              | Susan Solomon           | Hoa Kỳ           | khám phá cơ chế gây suy giảm tầng ozon ở Nam cực, góp phần thúc đẩy Nghị định thư Montréal, một nỗ lực quan trọng giúp giảm lượng lớn phát thải khí nhà kính trên toàn cầu. |
| 2023 | 20 tháng 12, 2023 | Giải Đặc biệt dành cho Nhà khoa học đến từ các nước đang phát triển | Gurdev Khush            | Hoa Kỳ           | đóng góp quan trọng trong việc phát minh và phổ biến giống lúa kháng bệnh, góp phần đảm bảo an ninh lương thực. |
| 2023 | 20 tháng 12, 2023 | Giải Đặc biệt dành cho Nhà khoa học đến từ các nước đang phát triển | Võ Tòng Xuân            | Việt Nam         | đóng góp quan trọng trong việc phát minh và phổ biến giống lúa kháng bệnh, góp phần đảm bảo an ninh lương thực. |
| 2023 | 20 tháng 12, 2023 | Giải Đặc biệt dành cho Nhà khoa học nghiên cứu các lĩnh vực mới     | Daniel J. Drucker       | Canada           | khám phá vai trò của peptide giống glucagon 1 (GLP-1), giúp củng cố các phương pháp điều trị hiệu quả cho bệnh tiểu đường và béo phì, đồng thời thúc đẩy các liệu pháp mới cho các bệnh thoái hóa thần kinh. |
| 2023 | 20 tháng 12, 2023 | Giải Đặc biệt dành cho Nhà khoa học nghiên cứu các lĩnh vực mới     | Joel Habener            | Hoa Kỳ           | khám phá vai trò của peptide giống glucagon 1 (GLP-1), giúp củng cố các phương pháp điều trị hiệu quả cho bệnh tiểu đường và béo phì, đồng thời thúc đẩy các liệu pháp mới cho các bệnh thoái hóa thần kinh. |
| 2023 | 20 tháng 12, 2023 | Giải Đặc biệt dành cho Nhà khoa học nghiên cứu các lĩnh vực mới     | Svetlana Mojsov         | Hoa Kỳ           | khám phá vai trò của peptide giống glucagon 1 (GLP-1), giúp củng cố các phương pháp điều trị hiệu quả cho bệnh tiểu đường và béo phì, đồng thời thúc đẩy các liệu pháp mới cho các bệnh thoái hóa thần kinh. |
| 2023 | 20 tháng 12, 2023 | Giải Đặc biệt dành cho Nhà khoa học nghiên cứu các lĩnh vực mới     | Jens Juul Holst         | Đan Mạch         | khám phá vai trò của peptide giống glucagon 1 (GLP-1), giúp củng cố các phương pháp điều trị hiệu quả cho bệnh tiểu đường và béo phì, đồng thời thúc đẩy các liệu pháp mới cho các bệnh thoái hóa thần kinh. |
| 2024 | 6 tháng 12, 2024  | The VinFuture Grand Prize                                           | Yoshua Bengio           | Canada           | vì những đóng góp đột phá để thúc đẩy sự tiến bộ của học sâu. |
| 2024 | 6 tháng 12, 2024  | The VinFuture Grand Prize                                           | Geoffrey Hinton         | Canada           | vì những đóng góp đột phá để thúc đẩy sự tiến bộ của học sâu. |
| 2024 | 6 tháng 12, 2024  | The VinFuture Grand Prize                                           | Jensen Huang            | Hoa Kỳ           | vì những đóng góp đột phá để thúc đẩy sự tiến bộ của học sâu. |
| 2024 | 6 tháng 12, 2024  | The VinFuture Grand Prize                                           | Yann LeCun              | Hoa Kỳ           | vì những đóng góp đột phá để thúc đẩy sự tiến bộ của học sâu. |
| 2024 | 6 tháng 12, 2024  | The VinFuture Grand Prize                                           | Fei-Fei Li              | Hoa Kỳ           | vì những đóng góp đột phá để thúc đẩy sự tiến bộ của học sâu. |
| 2024 | 6 tháng 12, 2024  | Giải Đặc biệt dành cho Nhà khoa học nữ                              | Kristi Anseth           | Hoa Kỳ           | vì những tiến bộ trong thiết kế vật liệu polymer và các phương pháp cho ứng dụng y sinh. |
| 2024 | 6 tháng 12, 2024  | Giải Đặc biệt dành cho Nhà khoa học đến từ các nước đang phát triển | Firdausi Qadri          | Bangladesh       | vì sự đổi mới cải tiến vắc-xin dạng uống ngừa bệnh tả ở các nước đang phát triển. |
| 2024 | 6 tháng 12, 2024  | Giải Đặc biệt dành cho Nhà khoa học nghiên cứu các lĩnh vực mới     | Zelig Eshhar            | Israel           | vì sự phát triển liệu pháp tế bào CAR T để điều trị ung thư và các bệnh khác. |
| 2024 | 6 tháng 12, 2024  | Giải Đặc biệt dành cho Nhà khoa học nghiên cứu các lĩnh vực mới     | Carl H. June            | Hoa Kỳ           | vì sự phát triển liệu pháp tế bào CAR T để điều trị ung thư và các bệnh khác. |
| 2024 | 6 tháng 12, 2024  | Giải Đặc biệt dành cho Nhà khoa học nghiên cứu các lĩnh vực mới     | Michel Sadelain         | Hoa Kỳ           | vì sự phát triển liệu pháp tế bào CAR T để điều trị ung thư và các bệnh khác. |

## Người nổi tiếng tham dự
| Năm  | Lãnh đạo Việt Nam | Lãnh đạo Việt Nam   | Nghệ sĩ nước ngoài nổi tiếng | Nghệ sĩ nước ngoài nổi tiếng | Nghệ sĩ nước ngoài nổi tiếng                            |
| Năm  | Lãnh đạo          | Chức danh           | Nghệ sĩ                      | Địa điểm tổ chức             | Bài hát biểu diễn                                       |
| ---- | ----------------- | ------------------- | ---------------------------- | ---------------------------- | ------------------------------------------------------- |
| 2021 | Phạm Minh Chính   | Thủ tướng Chính phủ | John Legend                  | Nhà hát Lớn Hà Nội           | "You Deserve It All" " All of Me " " Imagine "          |
| 2022 | Vương Đình Huệ    | Chủ tịch Quốc hội   | Christina Aguilera           | Nhà hát Lớn Hà Nội           | " Beautiful " " The Voice Within " " A Million Dreams " |
| 2023 | Võ Văn Thưởng     | Chủ tịch nước       | Katy Perry                   | Nhà hát Hồ Gươm              | " Unconditionally " " Roar " " Firework "               |
| 2024 | Phạm Minh Chính   | Thủ tướng Chính phủ | Imagine Dragons              | Nhà hát Hồ Gươm              | "Believer", "Whatever it takes", "Walking The Wire"     |